# Frans Maassen
Franciscus Antonius Albertus Johannes Maassen, noto come Frans (Haelen, 27 gennaio 1965), è un dirigente sportivo ed ex ciclista su strada olandese. Professionista dal 1987 al 1995, vinse una tappa al Tour de France 1990 e l'Amstel Gold Race 1991. Dal 1999 è direttore sportivo alla Rabobank, rinominata negli anni in Blanco, Belkin, Lotto NL e Jumbo.

## Carriera
Si mise in luce nelle categorie minori vincendo nel 1986 la Liegi-Bastogne-Liegi riservata ai dilettanti. Passò professionista l'anno successivo con la Superconfex-Yoko, squadra diretta da Jan Raas.
Passista con un buon spunto in volata, seppe dire la sua soprattutto nelle gare in linea, dove collezionò importanti vittorie e piazzamenti. Primo nella prima edizione della Wincanton Classic nel 1989 (gara di Coppa del mondo), ebbe la sua stagione migliore nel 1990 quando vinse il Grand Prix de Fourmies, la Freccia del Brabante, il Grand Prix Eddy Merckx e una tappa al Tour de France. Conseguì la sua vittoria più prestigiosa sulle strade di casa, nel 1991, quando fece sua l'Amstel Gold Race battendo Maurizio Fondriest al termine di una convulsa volata. Nel 1989 fu anche campione nazionale olandese. Spiccano poi, tra i piazzamenti, i secondi posti alla Milano-Sanremo del 1989, alla Parigi-Bruxelles del 1992 e al Giro delle Fiandre del 1993.
Competitivo anche nelle brevi corse a tappe, vinse due volte il Giro del Belgio (1988 e 1990) e una volta l'Étoile de Bessèges (1990), il Giro dei Paesi Bassi (1991), la Tre Giorni di La Panne (1992) e il Giro del Lussemburgo (1994). Partecipò per sette volte ai campionati del mondo su strada: miglior piazzamento il decimo posto ottenuto a Oslo nel 1993.
Si ritirò dalle corse al termine del 1995, dopo nove anni tra i pro sempre tra le file del team di Jan Raas. Dal 1999 svolge il ruolo di direttore sportivo per la stessa squadra, divenuta Rabobank e nota nelle stagioni seguenti anche come Blanco, Belkin, Lotto NL e Jumbo.

## Palmarès
- 1985 (dilettanti)

1ª tappa Triptyque Ardennais (Polleur > Vaux-sous-Chèvremont)
- 1986 (dilettanti)

8ª tappa Niedersachsen-Rundfahrt (Wolfsburg > Lüneburg)
10ª tappa, 1ª semitappa Niedersachsen-Rundfahrt (Bad Salzdetfurth > Goslar)
4ª tappa, 1ª semitappa Grand Prix François Faber (Lussemburgo > Lussemburgo)
Liegi-Bastogne-Liegi Dilettanti
2ª tappa Tour de Liège (Rotheux-Rimière > Oreye)
5ª tappa, 2ª semitappa Tour de Liège (Berloz, cronometro)
- 1987 (Superconfex-Kwantum Hallen-Yoko, due vittorie)

2ª tappa Giro di Danimarca (Kolding > Silkeborg)
Omloop Mandel-Leie-Schelde
- 1988 (Superconfex-Yoko, sette vittorie)

Prologo Étoile de Bessèges  (Nimes > Nimes, cronometro)
2ª tappa Volta a la Comunitat Valenciana (Cocentaina > Gandía)
4ª tappa, 1ª semitappa Tour de Romandie (Avry-sur-Matran > Monthey)
6ª tappa, 1ª semitappa Critérium du Dauphiné Libéré (Le Fontanil > Grenoble)
3ª tappa, 1ª semitappa Giro del Belgio (Soignes > Bruges)
3ª tappa, 2ª semitappa Giro del Belgio  (Bruges > Bruges, cronometro)
Classifica generale Giro del Belgio
- 1989 (Superconfex-Yoko, tre vittorie)

Campionati olandesi, Prova in linea
Wincanton Classic
3ª tappa, 2ª semitappa Giro del Belgio (Roeselare > Roeselare)
- 1990 (Buckler-Colnago, nove vittorie)

6ª tappa Étoile de Bessèges  (Gagnières > Bessèges, cronometro)
Classifica generale Étoile de Bessèges
Freccia del Brabante
1ª tappa Tour de France (Futurscope > Futurscope)
Prologo Torhout-Werchter Classic  (Geel > Geel, cronometro)
5ª tappa, 1ª semitappa Torhout-Werchter Classic  (Werchter > Leuven, cronometro)
Classifica generale Torhout-Werchter Classic
Grand Prix Eddy Merckx
Grand Prix de Fourmies
- 1991 (Buckler-Colnago, sei vittorie)

5ª tappa, 2ª semitappa Volta a la Comunitat Valenciana  (Puzol > Puzol, cronometro)
Amstel Gold Race
2ª tappa, 2ª semitappa Quattro giorni di Dunkerque  (Boulogne-sur-Mer > Boulogne-sur-Mer, cronometro)
5ª tappa, 1ª semitappa Quattro giorni di Dunkerque  (Cassel > Cassel, cronometro)
2ª tappa, 2ª semitappa Giro dei Paesi Bassi  (Raalte > Raalte, cronometro)
Classifica generale Giro dei Paesi Bassi
- 1992 (Buckler-Colnago, cinque vittorie)

Classifica generale Tre Giorni di La Panne
4ª tappa Quattro giorni di Dunkerque (Cassel > Cassel, cronometro)
2ª tappa Giro del Lussemburgo (Rosport > Bertrange)
3ª tappa, 2ª semitappa Giro del Lussemburgo (Foetz > Bettembourg, cronometro)
3ª tappa Grand Prix du Midi Libre (Millau > Carcassonne)
- 1993 (Wordperfect-Colnago, tre vittorie)

5ª tappa Vuelta a Andalucía (Almuñécar > Granada)
4ª tappa Grand Prix du Midi Libre (Rodez > Alés)
Grand Prix Jef Scherens
- 1994 (Wordperfect-Colnago, tre vittorie)

3ª tappa, 2ª semitappa Tre Giorni di La Panne (De Panne > De Panne, cronometro)
3ª tappa, 2ª semitappa Giro del Lussemburgo (Foetz > Bettembourg, cronometro))
Classifica generale Giro del Lussemburgo

### Altri successi
- 1988 (Superconfex-Yoko)

Profomnium Elsloo
Classifica sprint Tour de France
Criterium di Rebecq-Rognon
Criterium di Heusden-Zolder
Criterium di Linne
Criterium di Merelbeke
Grand Prix de la Libération (cronosquadre)
- 1989 (Superconfex-Yoko)

Classifica giovani Giro del Belgio
Daags na de Tour vanaf (criterium)
- 1990 (Buckler-Colnago)

2ª tappa Giro di Svezia (Skelleftea > Umea)
3ª tappa Giro di Svezia (Umea > Örnsköldsvik)
Profronde van Stiphout (criterium)
Mijl van Mares (criterium)
- 1991 (Buckler-Colnago)

Criterium di Woerden
Profronde van Heerlen (criterium)
Grand Prix de la Libération (cronosquadre)
- 1992 (Buckler-Colnago)

Profronde van Maastricht (criterium)
- 1993 (Wordperfect-Colnago)

2ª tappa Tre Giorni di La Panne (Cronosquadre)
Gouden Pijl Emmen (criterium)
- 1995 (Novell Software-Decca)

Continentale Classic
Internationale Meisterschaft von Dortmund (criterium)
Profronde van Heerlen (criterium)
Maastricht Dernycriterium

### Ciclocross
- 1988

Cyclocross Couvin

## Piazzamenti

### Grandi Giri
- Tour de France[3]

1988: 126º
1989: 103º
1990: 64º
1991: 129º
1992: 91º
1993: 106º
1994: ritirato (7ª tappa)
1995: 97º

### Classiche monumento
- Milano-Sanremo

1989: 2º
1990: 54º
1991: 33º
1992: 48º
1993: 133º
1994: 155º
1995: 106º
- Giro delle Fiandre

1990: 33º
1991: 5º
1992: 5º
1993: 2º
1994: 31º
- Parigi-Roubaix

1993: 19º
1994: 39º
1995: 39º
- Liegi-Bastogne-Liegi

1989: 66º
1990: 93º
1991: 18º
1992: 28º
1995: 38º

### Competizioni mondiali
- Campionati del mondo

Ronse 1988 - In linea: ritirato
Chambéry 1989 - In linea: ritirato
Utsunomiya 1990 - In linea: ritirato
Stoccarda 1991 - In linea: 36º
Benidorm 1992 - In linea: ritirato
Oslo 1993 - In linea: 10º
Duitama 1995 - Cronometro: 27°
Duitama 1995 - In linea: ritirato

## Riconoscimenti
- Trofeo Gerrit Schulte nel 1991 e 1992